# Chirixalus dudhwaensis
Chirixalus dudhwaensis é uma espécie de anfíbio da família Rhacophoridae.
Pode ser encontrada nos seguintes países: Índia e possivelmente em Nepal.
Os seus habitats naturais são: florestas subtropicais ou tropicais húmidas de baixa altitude, matagal húmido tropical ou subtropical, campos de gramíneas de baixa altitude subtropicais ou tropicais sazonalmente húmidos ou inundados, pântanos e marismas de água doce.